# Binario universal

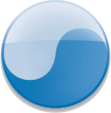
Logo de Apple universal binary

Un binario universal es, en palabras de Apple, un archivo ejecutable que puede ser ejecutado nativamente tanto en arquitecturas PowerPC como en x86. Es una implementación del concepto «fat binary». El formato de binario universal fue introducido por Apple en 2005 como una forma fácil de portar las aplicaciones PowerPC existentes a los nuevos sistemas basados en procesadores Intel.
Los binarios universales suelen incluir tanto la versión PowerPC como la x86 de la aplicación compilada. El sistema operativo detecta un binario universal por su cabecera, y ejecuta la sección apropiada para su arquitectura. Esto permite a las aplicaciones funcionar nativamente en cualquier arquitectura soportada, sin impacto negativo en el rendimiento, pero incrementando el tamaño del archivo binario.
Actualmente, los binarios universales se basan en la inclusión de la versión x86 y la versión ARM, propia del chip M1 de Apple, lanzado en noviembre de 2020. 